# Dick Tonks
Richard William „Dick” Tonks  (ur. 21 lutego 1951 w Wanganui) – nowozelandzki wioślarz, srebrny medalista olimpijski.

## Kariera
Wystąpił na igrzyskach olimpijskich w Monachium w 1972, gdzie osada Nowej Zelandii w składzie: Dick Tonks, Dudley Storey, Ross Collinge i Noel Mills zdobyła srebrny medal w czwórkach bez sternika. W finale Nowozelandczycy o 1,37 sekundy przegrali z osadą NRD, a o 2,77 sekundy wyprzedzili osadę RFN. Był to jego jedyny start olimpijski.
Po zakończeniu kariery zawodniczej został trenerem i pracował m.in. z medalistami olimpijskimi, w tym w kadrze Nowej Zelandii. 